# Woolsack

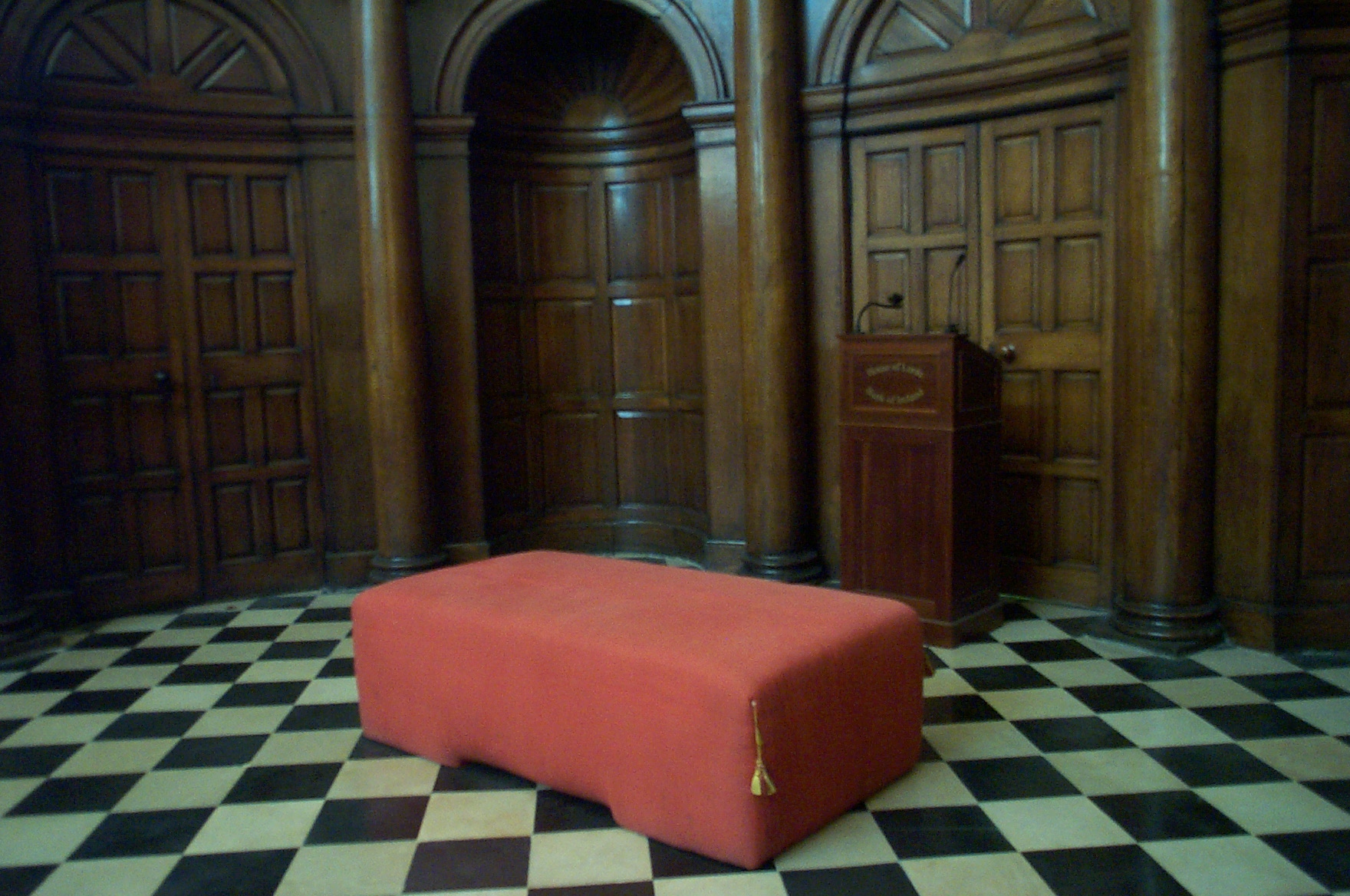
Le Woolsack dans l'ancienne Chambre des lords irlandaise.

Le Woolsack est le nom donné au banc du lord chancelier à la Chambre des lords du Royaume-Uni. Il est grand, rempli de laine (wool en anglais) et recouvert de tissu rouge. Le bâton de cérémonie des lords est placé immédiatement derrière.
Introduit au XIVe siècle, le Woolsack était à l’origine rempli de laine anglaise, symbole de la prospérité du pays. Mais lors de sa rénovation après la Seconde Guerre mondiale où il fut endommagé, la laine est apportée de diverses nations du Commonwealth afin de symboliser l’unité de ces pays au passé commun.
Le lord chancelier n’est autorisé à parler depuis le Woolsack que lorsqu’il s’exprime en tant que président de la Chambre des lords. S’il désire prendre part au débat, il doit alors s’asseoir ostensiblement sur la gauche du siège ou rejoindre l’un des bancs des Lords.
Devant le Woolsack se situe un coussin encore plus large appelé le « Woolsack des juges ». Il s’agit de l’endroit réservé aux Law Lords au cours de la cérémonie d’ouverture du Parlement. Le reste du temps, cette place est néanmoins accessible à n’importe quel lord.